# Высокий вход

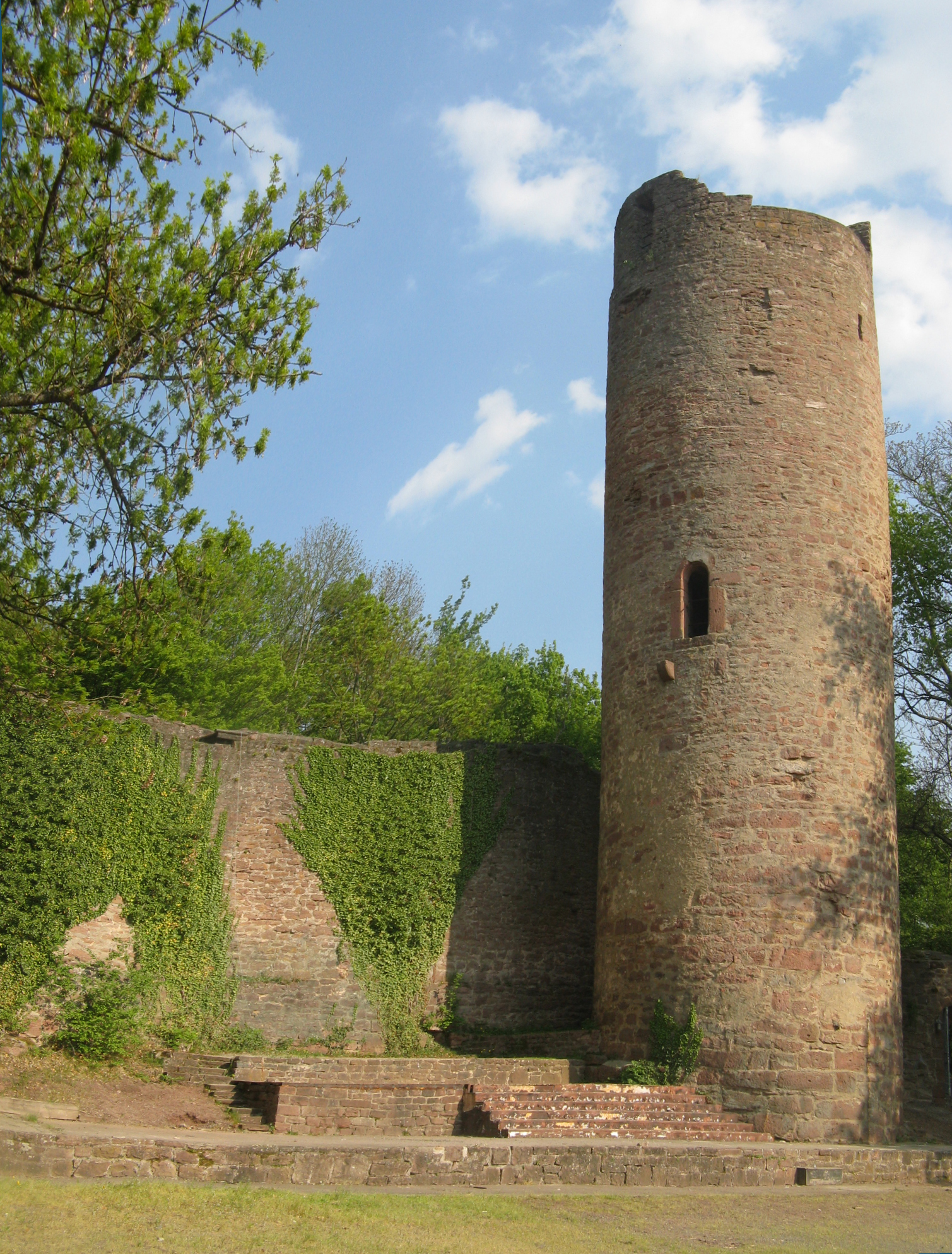
Высокий вход в бергфрид замка Шеренбург (замок, Бавария)

Высокий вход (нем. Hocheingang, англ. Elevated entrance) — форма доступа внутрь здания, которая служила одним из средств защиты. Приобрела особую популярность в Средние века после начала массового строительства замков. Высокий вход отличается от обычного тем, что дверной проём, ведущий в бергфрид (донжон) или иную важную часть замка, находится на достаточно большой высоте. В обычное время перед входом имелась деревянная лестница или крыльцо, которые можно было в случае опасности затащить внутрь или разобрать. Чаще всего высокий вход был единственным вариантом доступа в замок или укреплённое жилой строение.

## История

### Ранний период
Самые ранние примеры создания высокого входа были известны ещё во времена Античности. Нередко попасть внутрь сторожевых башен можно было только по верёвочной лестнице. Доступ в некоторые храмы Древнего Египта также был возможен только через высокой вход.
Убираемые внутрь деревянные лестницы очень часто использовались в сторожевых башнях лимеса. Другой пример — аталайи, сторожевые башни в захваченной в раннее Средневековье арабами Андалусии. Попасть внутрь таких сооружений можно было только через вход, построенный высоко от уровня земли.

### Западная Европы в Средние века
Высокий вход стал одним из важных препятствий на пути возможного проникновения врагов в главную башню замка (бергфрид), игравшую роль цитадели. Как правило, его делали со стороны внутреннего двора замка, чтобы защитить от обстрела осадными машинами. Высокий вход создавали на высоте от пяти до десяти метров над уровнем земли. Известны случаи, когда дверной проём мог находится даже на высоте 15 метров. Но ряд исследователей считает, что скорее всего в таких случаях перед главной башней имелось ещё одна, поменьше, которая не сохранилась. Во многих дошедших до нашего времени замках можно видеть высокий вход, расположенный на высоте около трёх метров. Но на самом деле такая скромная высота — это следствие многовекового постепенного подъёма уровня внешней поверхности из-за подсыпки земли или скапливания строительного мусора.
К высокому входу обычно вела деревянная лестница. В ряде случаев имелась каменная лестница, но тогда к дверному проёму в башне вёл подъёмный мост. Крутая лестница и узкая платформа перед входом мешали злоумышленникам проломить прочные двери с помощью тарана. Под входным проёмом часто можно видеть карнизы или балочные проёмы. Это было важно для создания прочной опоры лестницы. А, например, высокий вход в замок Шердинг находился в эркере сбоку. В период позднего Средневековья для доступа в высокий вход начали строить лестничную башню.
Самым простым способом доступа была деревянная лестница, которую при необходимости можно было быстро разобрать. Такие лестницы могли иметь и удобные ступени, и крышу, и перила. Верёвочные лестницы были очень неудобны для пожилых или людей не очень крепкого телосложения, а также для женщин (например, беременных). Поэтому их применение было ограниченным.

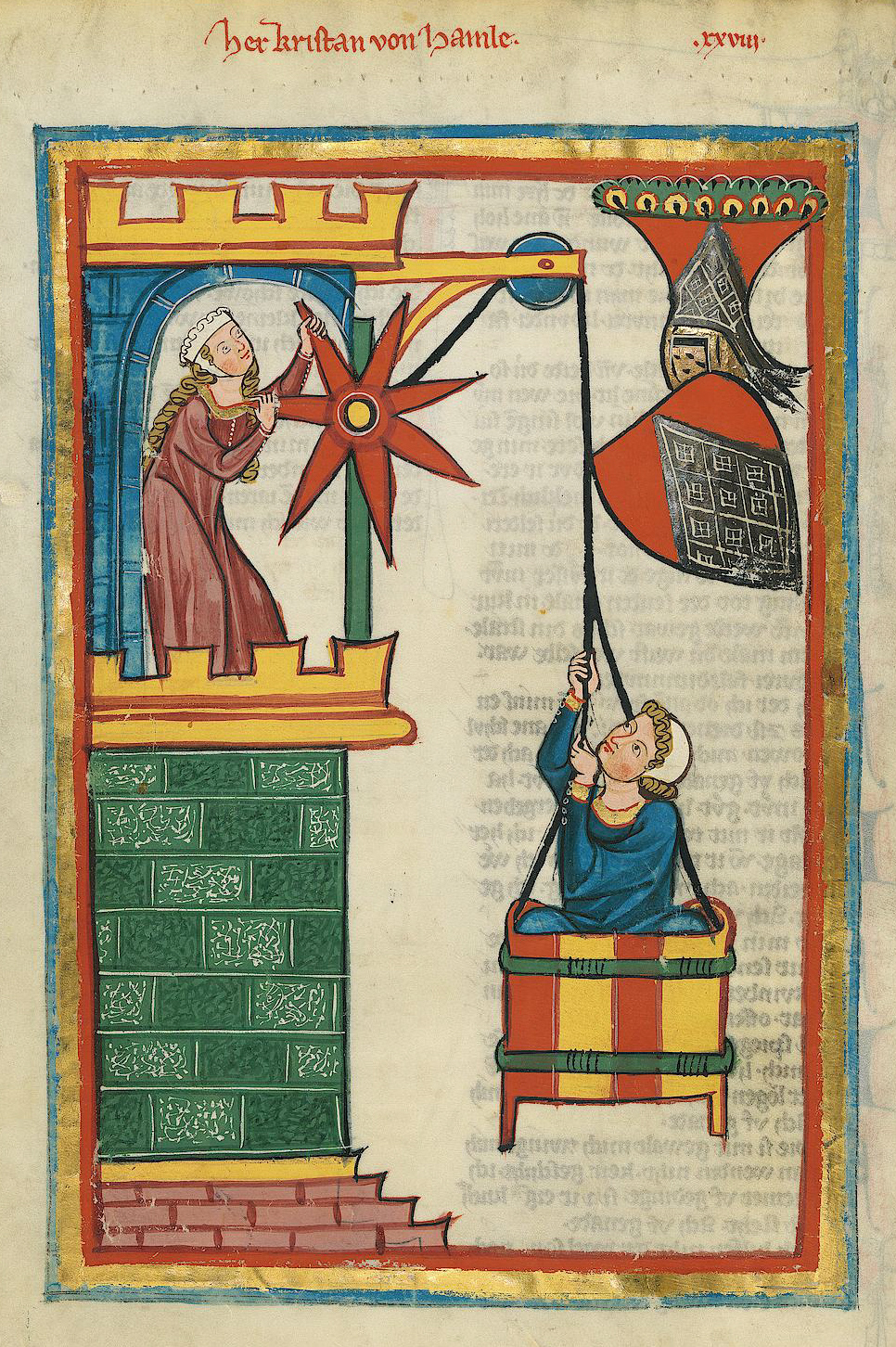
Иллюстрация из Манесского кодекса

Миниатюра в Манесском кодексе показывает, как женщина с помощью троса поднимает мужчину в башню в особой люльке. Но не имеется надёжных подтверждений о существовании подобных лифтов. Есть только описание в средневековых пересказах произведений Вергилия. По сюжету, дама приглашает в гости в свою высокую жилую башню возлюбленного, обещая ночью поднять его в свои покои в большой корзине. Однако она поднимает незадачливого любовника только до середины и оставляет висеть до утра, чтобы сделать из него всеобщее посмешище. Правда в XIX веке архитектор Август Эссенвайн в своих работах настаивал, что подъём людей наверх при помощи лебёдки был обычным делом. В частности, во многих сохранившихся купеческих домах Средневековья до сих пор сохранились подъёмные механизма, созданные под крышей. С их помощью наверх поднимали любые (в том числе и весьма тяжёлые) грузы. Однако исследователь Отто Пайпер подверг критике эти рассуждения в своих многочисленных работах о старинных замках. По его мнению, в случае опасности обитатели замка должны были иметь возможность быстро забраться внутрь башни, а корзина не давала такой возможности. По этой же причине он скептически относился к верёвочным лестницам. Кроме того, Пайпер указывал и на проблемы с деревянными лестницами, которые следовало втягивать внутрь. Ведь если вход располагался на высоте 10 метров, то внутри помещения для лестницы должно было иметься соответствующее свободное пространство. А у многих башен в комнате, куда вёл высокий вход, такая лестница явно бы не поместилась. С другой стороны, исследователь замков Карл Август фон Кохаузен, внимательно изучая башни с высоким входом обнаружил следы в стенах, которые могли остаться от крюков или других приспособлений, на которые деревянную вертикальную лестницу могли крепить фрагментами, а затем быстро затаскивать эти секции внутрь с помощью верёвки.
Следует иметь в виду, что во время строительства замков часто создавались деревянные подъёмные краны. В отдельных случаях после завершения работ их могли не демонтировать, а интегрировать в готовое строение и продолжать использовать. В частности от этом писал Рудольф Эмсский в 1340 году и приводил в пример сразу два грузовых лифта. Средневековый строительный кран с ходовым колесом имелся в замке Флекенштайн в Эльзасе. Лифт был устроен в проёме в скале снаружи замка.
Иногда высокий вход вёл не в отдельное строение, а к целой группе сооружений. Например, главные ворота замка Аугштайн находятся примерно на уровне шесть метров над поверхностью внутреннего двора и позволяют пройти в различные постройки. Ворота замка Кюссабург построены на высоте четырёх метров. Ранее внутрь можно было попасть по деревянному пандусу.

### Средние века в Азии
Примеры высокого входов также можно найти в замках Ближнего Востока и Закавказья. При этом функция высокого расположенных ворот на пятом этаже Девичьей башни в Баку до сих пор остается загадкой. Остатки стены и свода на земле могли указывать на отсутствие крыльца.

### Ренессанс и Новое время
Развитие артиллерии привело к упадку традиционного для средневековья замкового строительства. Но в ходе реконструкций многие крепости всё равно сохраняли высоко расположенный вход. Так, по соображениям безопасности доступ к равелину перед зданием Гемминген в замке Виллибальдсбург (замок, Бавария) был устроен на высоте нескольких метров.
Даже во время Наполеоновских войн фортификаторы могли использовать высокий вход как важный элемент обороны крепости. Так, доступ в 164 башни-маретелло в Британской империи была расположен на высоте нескольких метров.

### Виды дверных проёмов высокого входа
Нередко сам вход делали очень узкими и низкими. Это было важно для обороны. Однако высокий вход в замок Тироль составляет около 1,25 метра в ширину и более трёх метров в высоту. То есть для владельцев было важно сделать вход не просто составной частью фортификации, но и элементом представительского имиджа. Над входом нередко размещали гербы или высекали дату основания замка.
Сами двери имели деревянную основу. Но для прочности и защиты от огня их нередко обивали снаружи железом. Правда, оригинальные дверные створки практически нигде не сохранились.

## Высокий вход в монастыри
Важно напомнить, что высокий вход часто использовался не только в замках, но и в монастырях. И есть ряд достоверных примеров и свидетельств, когда доступ внутрь был возможен только при помощи своеобразного лифта. Подобная система для подъёма людей устроена в монастыре Святой Екатерины на Синае. Лебёдкой должны были управлять четыре монаха одновременно. Высокий вход здесь был построен для защиты от набегов бедуинов. Этим устройством для подъёма людей в хорошо укреплённый монастырь пользовались вплоть до XX века.
Ещё более впечатляющими являются системы для подъёма людей к монастырям и скитам вокруг святой горы Афон. Всего около 20 сооружений в этом регионе имели подобные лифты. Некоторые из этих механизмов действуют и поныне. Самый длинный трос имелся у одного из монастырей Метеоры на севере Греции. Подъёмные механизмы были построены в огромных каменных башнях.

## Недостатки высокого входа
Высокий вход, конечно, помогал обеспечить безопасность обитателей замка. При этом нижняя часть башни могла быть полезна как склад. Но имели и существенные недостатки. В частности крайне затруднительно было проведение стремительной контратаки или вылазки.

## Галерея

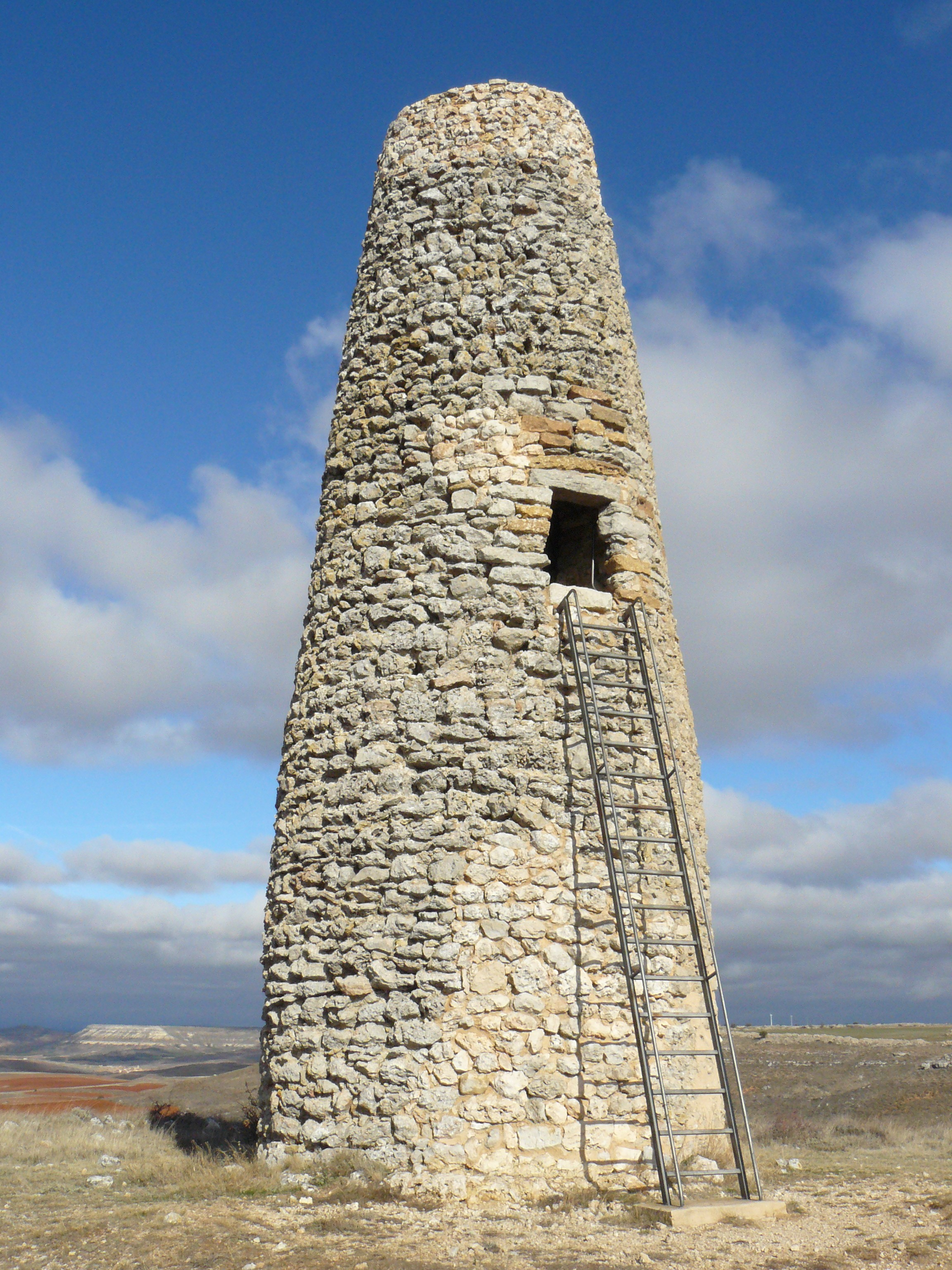
Высокий вход в башню-аталайю в Испании
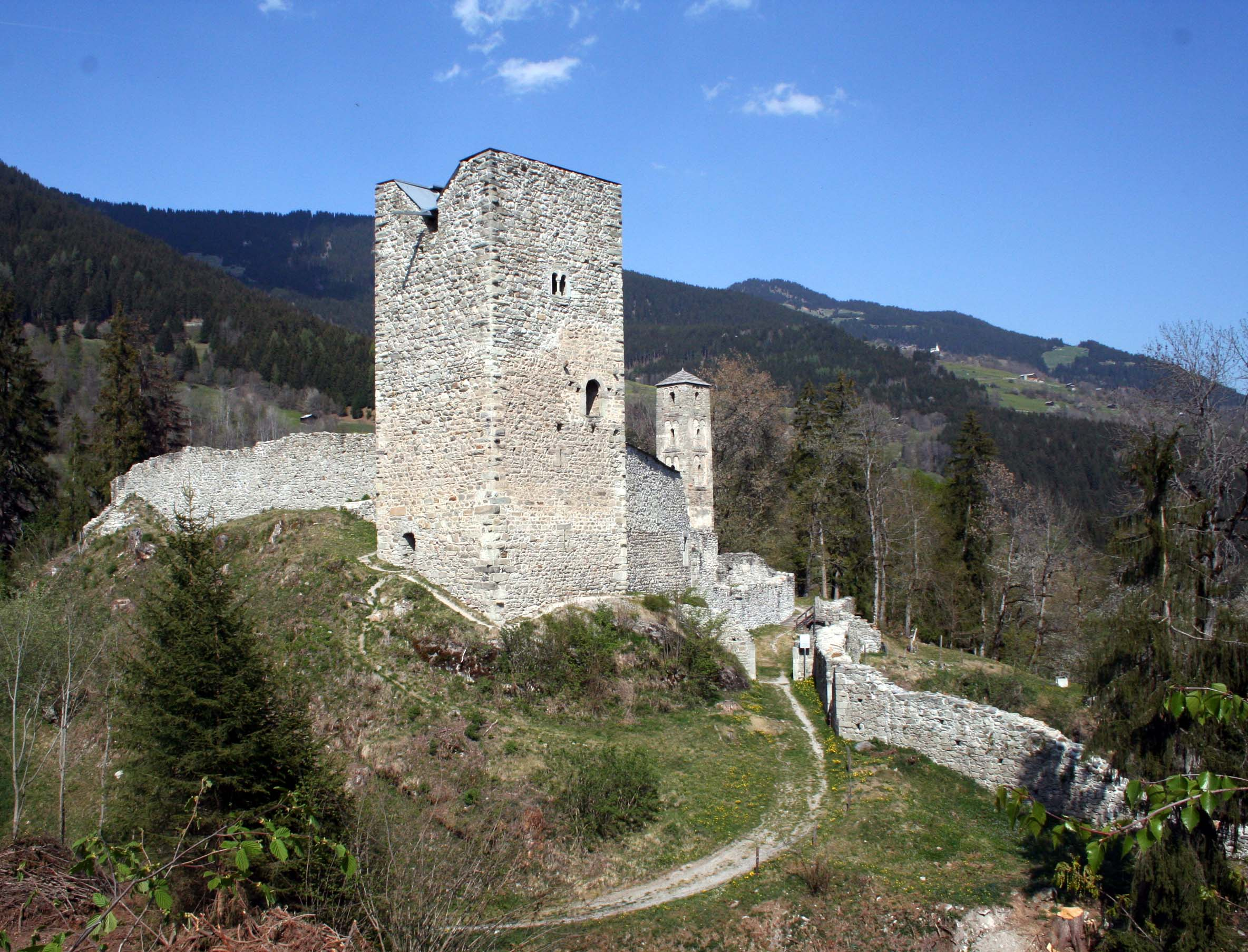
Выский вход в замок Йоргенберг[нем.]
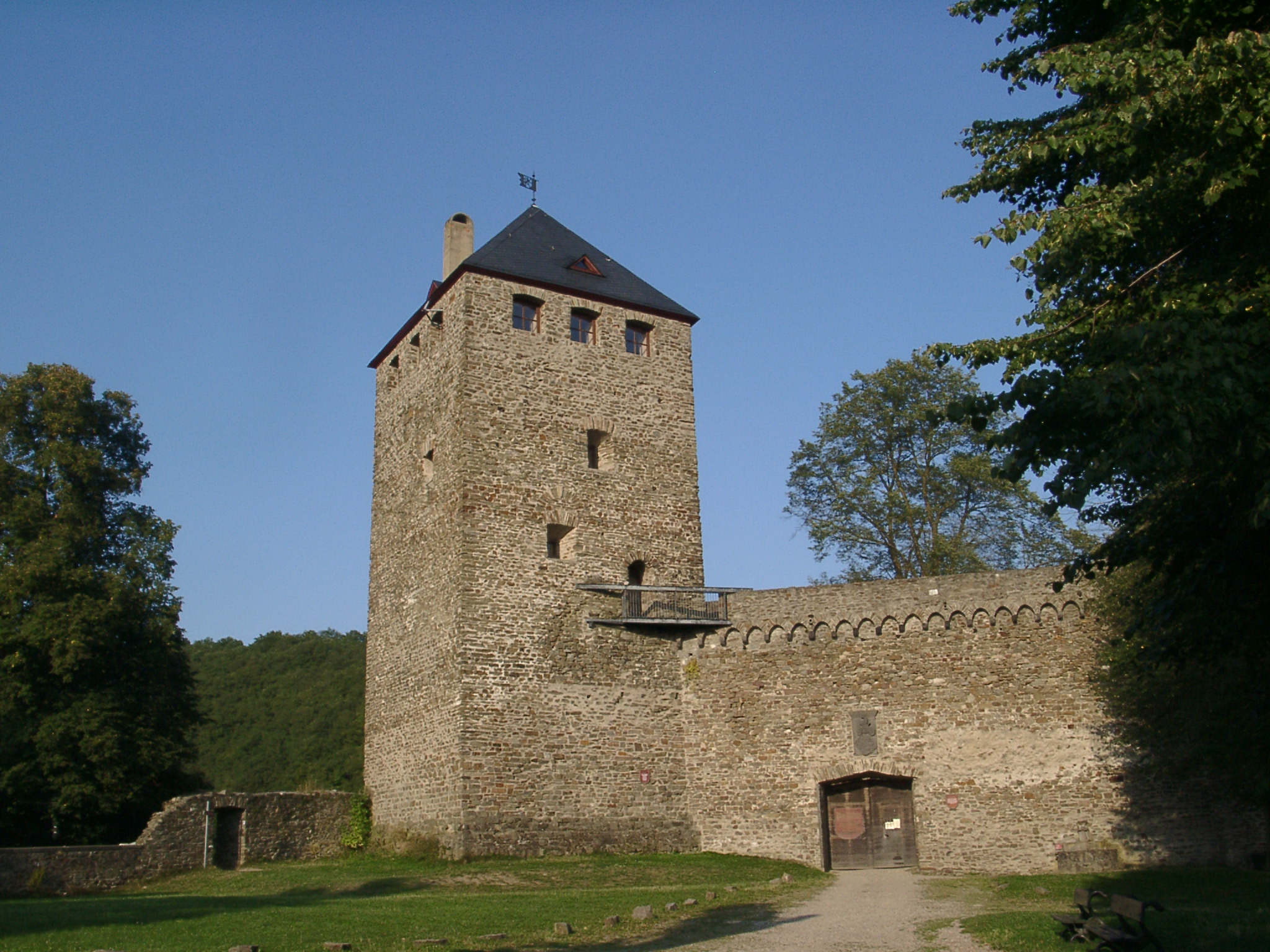
Высокий вход в замок Сайн[нем.]
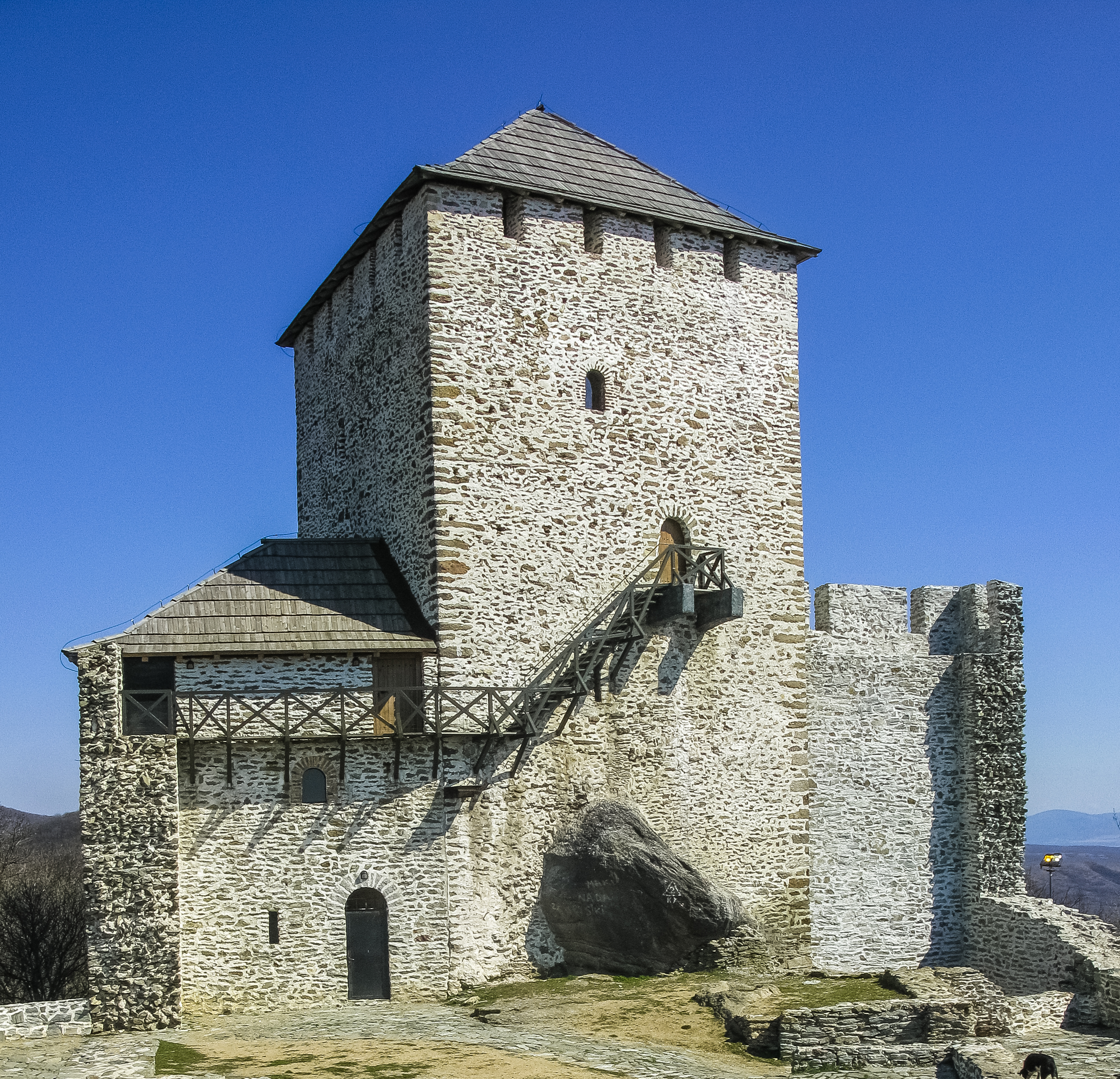
Высокий вход в сербский замок Вршачка кула
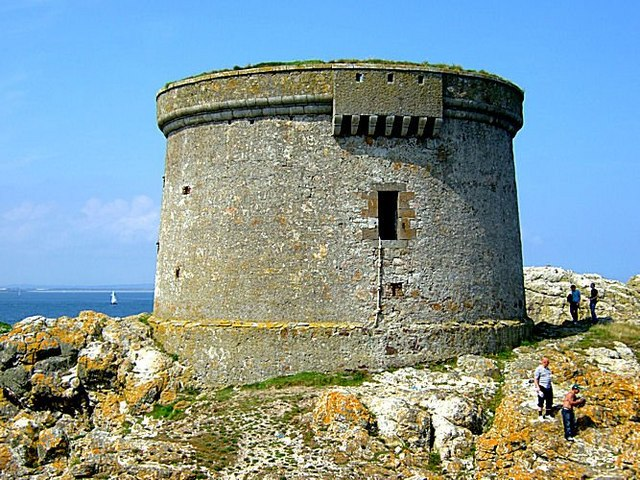
Высокий вход в английскую башню-мартелло
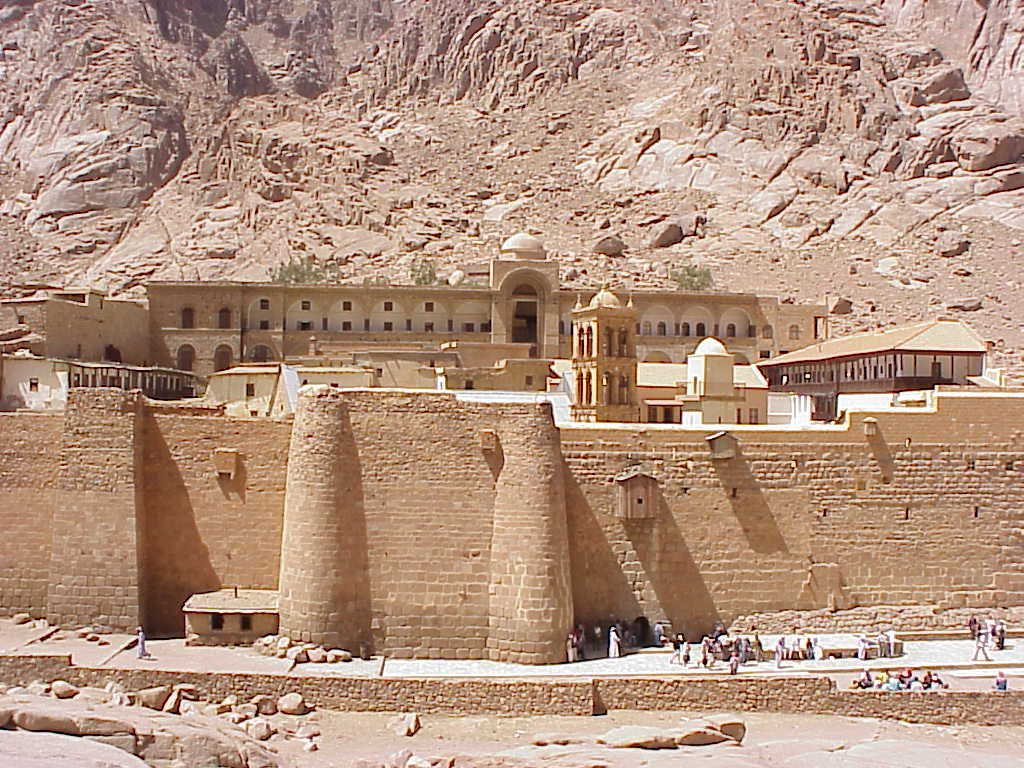
Замурованный высокий вход в Монастырь Святой Екатерины